# La Mary
Pour plus de détails, voir Fiche technique et Distribution.
La Mary est un film argentin réalisé par Daniel Tinayre et sorti en 1974. Le film eut recours à une distribution exceptionnelle, avec le boxeur Carlos Monzón, alors au faîte de sa gloire, et Susana Giménez, célèbre top-model argentine. La popularité du couple en assura le succès commercial.

## Synopsis
Buenos Aires, en 1930. Evaristo se prépare à rejoindre son travail en compagnie de deux de ses collègues. Mais, sa fille, Mary, est retenue au lit par une forte fièvre. Il manque pour ces raisons le tramway qu'il devait prendre... Or, celui-ci déraille et tombe dans la rivière causant la mort de la plupart des passagers. Depuis ce jour, Mary a la réputation de pouvoir annoncer des présages... Dix ans plus tard, à présent jeune femme charmante et très chaste, elle rencontre dans un autobus un homme qui lui sourit. Elle affirme à son père qu'elle a déjà élu un époux. L'été venue, elle revoit son passager. Il s'appelle Cholo, travaille dans une entreprise de conditionnement de la viande et pratique également la boxe. Ils sont irrésistiblement attirés l'un vers l'autre. Mais, Mary résiste à son empressement et souhaite demeurer vierge jusqu'au mariage religieux...

## Fiche technique
- Titre : La Mary
- Réalisation : Daniel Tinayre
- Scénario : José Martínez Suárez, Augusto R. Giustozzi d'après le roman homonyme d'Emilio Perina
- Photographie : Miguel Rodríguez - Couleurs
- Musique : Luis María Serra
- Montage : Antonio Ripoll
- Décors : Saulo Benavente
- Production : Ricardo Tomaszewski, Guillermo Cervantes Luro
- Pays d'origine :  Argentine
- Langue originale : Espagnol
- Durée : 107 minutes
- Date de sortie : 8 août 1974

## Distribution
- Susana Giménez : Mary
- Carlos Monzón (doublage en espagnol : Luis Medina Castro) : Cholo
- Alberto Argibay
- Dora Baret
- Juan José Camero
- María Rosa Gallo
- Antonio Grimau

## Commentaire
« Dans La Mary confluent intrigue à suspense, romantisme, érotisme, phénomènes paranormaux et peinture de mœurs. » Daniel Tinayre, réalisateur argentin d'origine française, signe ici son dernier film. Influencé par l'art d'Alfred Hitchcock, le cinéaste essaye de conjuguer recherche artistique et exigence commerciale. « L'utilisation du flashforward (saut en avant dans le temps pour, ensuite, revenir au présent de la narration) contribue à l'avancée du récit, tout en dénonçant le déséquilibre qui apparaît chez la protagoniste (Mary/Susana Giménez) », freinée dans son désir amoureux par son propre attachement aux prescriptions de la morale traditionnelle.